# Судова психологія
Судова психологія — складова юридичної психології, що вивчає психологічні проблеми, які виникають в ході судового розгляду. Задачею судової психології є, експертиза осудності підозрюваного, а на стадії розслідування — психологічне забезпечення допиту, очної ставки, обшуку тощо. Велика увага приділяється професійному відбору та запобіганню злочинам у галузі правосуддя.
У деяких випадках, судову психологію ототожнюють з юридичною психологією.
Перша монографія по судовій психології була створена в другій половині XIX століття⁣, а саме у 1874 році, в м. Казань, автор  А. У. Фрезе.
А справа Джека-Різника стала першим випадком кримінального профілювання, проведеного судовим лікарем і хірургом Томасом Бондом.